# Serrat de Palomera
El Serrat de Palomera és una muntanya de 768 metres que es troba al municipi de Montclar, a la comarca catalana del Berguedà.